# Торговцы славой
«Торговцы славой» (другое название «Мёртвые не возвращаются») — советский фильм 1929 года, снятый Леонидом Оболенским по мотивам пьесы Марселя Паньоля и Поля Нивуа.

## Сюжет
Действие фильма разворачивается во Франции во время первой мировой войны. Отец и сын Башлэ являются военнослужащими французской армии. После гибели Башлэ-младшего, его называют национальным героем, активно используя факт его гибели в предвыборной кампании для борьбы с коммунизмом. В момент открытия памятника в его честь появляется сам герой, вернувшийся на родину. Оказывается, что Башлэ-младший на самом деле был всего лишь контужен, а не убит. Он использует возникушую ситуацию для призыва собравшихся прекратить империалистическую войну. После чего следует его арест и обвинение в самозванстве.

## В ролях
- Всеволод Аксёнов — сержант Анри, «незнакомец»
- Анна Стэн — Ивони
- Анель Судакевич — Жермена Башлэ
- Павел Поль — Бермера
- Я. Волков — Башлэ, чиновник интендантства
- Владимир Барский — майор Бланшар

## Съёмочная группа
- Авторы сценария: Леонид Оболенский, Николай Равич
- Режиссёр-постановщик: Леонид Оболенский
- Операторы: Александр Дорн, Игорь Туровцев
- Художники-постановщики: Сергей Козловский, Иван Степанов

## Дополнительная информация
Фильм сохранился без 1-й, 4-й и 6-й частей.